# WikkaWiki
WikkaWiki (ВіккаВікі) — проєкт вікі, заснований на покинутому рушієві WakkaWiki (ВаккаВікі). Проєкт створений на мові PHP і використовує MySQL. Проєкт поширюється на умовах Публічної ліцензії GNU. 1 вересня 2009 року випущена версія 1.2. 31 березня 2011 року випущена версія 1.3.1. Також доступні неперервні інтеграції на офіційному сайті.

## Системні вимоги
- Вебсервер із не менш 1 МБ вільного місця на диску
- PHP 4.1 або вище (або версії 5.0, якщо встановлені розширення mysql)
- MySQL 3.23 або вище (розмір бази даних залежить від проєкту)

Необов'язкові вимоги:
- увімкнений mod_rewrite модуль Apache

## Швидкість і продуктивність
Завдяки легкому ядру WikkaWiki показує вражаючу продуктивність. Час, необхідний для генерації сторінки з бази даних, відображається в нижній частині кожної сторінки.

## Стандарти і протоколи WikkaWiki
Офіційні специфікації стандартів і протоколів, що використовуються в WikkaWiki.
- XHTML: Розширювана мова розмітки гіпертексту XHTML 1.0 (1 August 2002)
- CSS: Каскадна таблиця стилів CSS 2.1 (25 February 2004)
- URI: уніфікований ідентифікатор ресурсів
- RSS: дуже просте отримання інформації RSS 2.0 специфікація RSS 0.92

## Установка WikkaWiki
- Повноцінна установка або оновлення через web
- Доступ до shell або права root не потрібні
- Необов'язкова підтримка Optional rewrite правил

## Безпека й антиспам WikkaWiki
- SafeHTML функції для фільтрації потенційно небезпечного контенту.
- Чіткий і потужний механізм розмежування:
  - рівень каталогу через .htaccess,
  - глобальні списки ACL,
  - посторінкові рівні ACL.
- Розширене управління referer з підтримкою чорного списку.